# Hieracium obtusoserratum
Hieracium obtusoserratum là một loài thực vật có hoa trong họ Cúc. Loài này được Omang mô tả khoa học đầu tiên năm 1901.